# Chibou Amna
Chibou Amna ist ein ehemaliger nigrischer Boxer.
Bei den Olympischen Sommerspielen 1984 unterlag er im Fliegengewichtsturnier in seinem ersten Kampf David Mwaba aus Tansania.